# Селищи (Южский район)
Селищи — деревня в Холуйском сельском поселении Южского района Ивановской области. 

## География
Деревня расположена на западе Южского района, на правом берегу реки Тезы, в 10 км к западу от Южи (14 км по автодорогам).

## История
В конце XIX — начале XX века деревня входила в состав Холуйской волости Вязниковского уезда Владимирской губернии, с 1925 года — в составе Южской волости Шуйского уезда Иваново-Вознесенской губернии. В 1859 году в деревне числилось 55 двора, в 1905 году — 42 дворов.
С 1929 года деревня входила в состав Холуйского сельсовета Южского района, с 1954 года — в составе Снегиревского сельсовета, с 1974 года — в составе Изотинского сельсовета, с 2005 года — в составе Холуйского сельского поселения.
В 1904 году основана Селищенская начальная школа. В 1994 году школа переехала в здание бывшего детского сада.

## Население
| 1859 | 1905 | 2010 |
| ---- | ---- | ---- |
| 265  | ↘204 | ↘184 |

## Инфраструктура
Начальная общеобразовательная школа с дошкольным образованием, Сельскохозяйственный производственный кооператив «колхоз «Луч», дом культуры, фельдшерско-акушерский пункт, одна торговая точка, частная пилорама.